# Ga Bệnh viện Boramae
Ga Bệnh viện Boramae (Tiếng Hàn: 보라매병원역) là một ga trên tuyến Sillim ở Sindaebang-dong, Dongjak-gu, Seoul.

## Lịch sử
- 7 tháng 2 năm 2021: Ngày 7 tháng 2 năm 2021: Tên ga được quyết định là Ga Bệnh viện Boramae[3]
- 28 tháng 5 năm 2022  Khai trương

## Bố trí ga
| Công viên Boramae ↑ |
| \| N/B              |
| ↓ Danggok           |

| Hướng Bắc | ● Tuyến Sillim | ← Hướng đi Saetgang    |
| Hướng Nam | ● Tuyến Sillim | → Hướng đi Gwanaksan → |

## Vùng lân cận
- Bệnh viện Boramae Seoul (Trung tâm Khu cấp cứu)
- Trung tâm cộng đồng Dongjak-gu
- Cổng phía Đông của Công viên Boramae
- Tổng công ty quản lý cơ sở Dongjak-gu
- Katie Hitel
- Tòa nhà văn phòng SK Telecom Boramae
- Văn phòng kinh doanh xe Boramae
- Tòa nhà Hội trường Xây dựng Chuyên nghiệp
- Ga Sindaebang: ●Tuyến số 2 (Để chuyển sang tuyến số 2, chuyển tuyến tại ga Sillim hoặc đi bộ từ ga này đến ga Sindaebang).
- Ga Công viên Boramae: ●Tuyến Sillim

## Hình ảnh

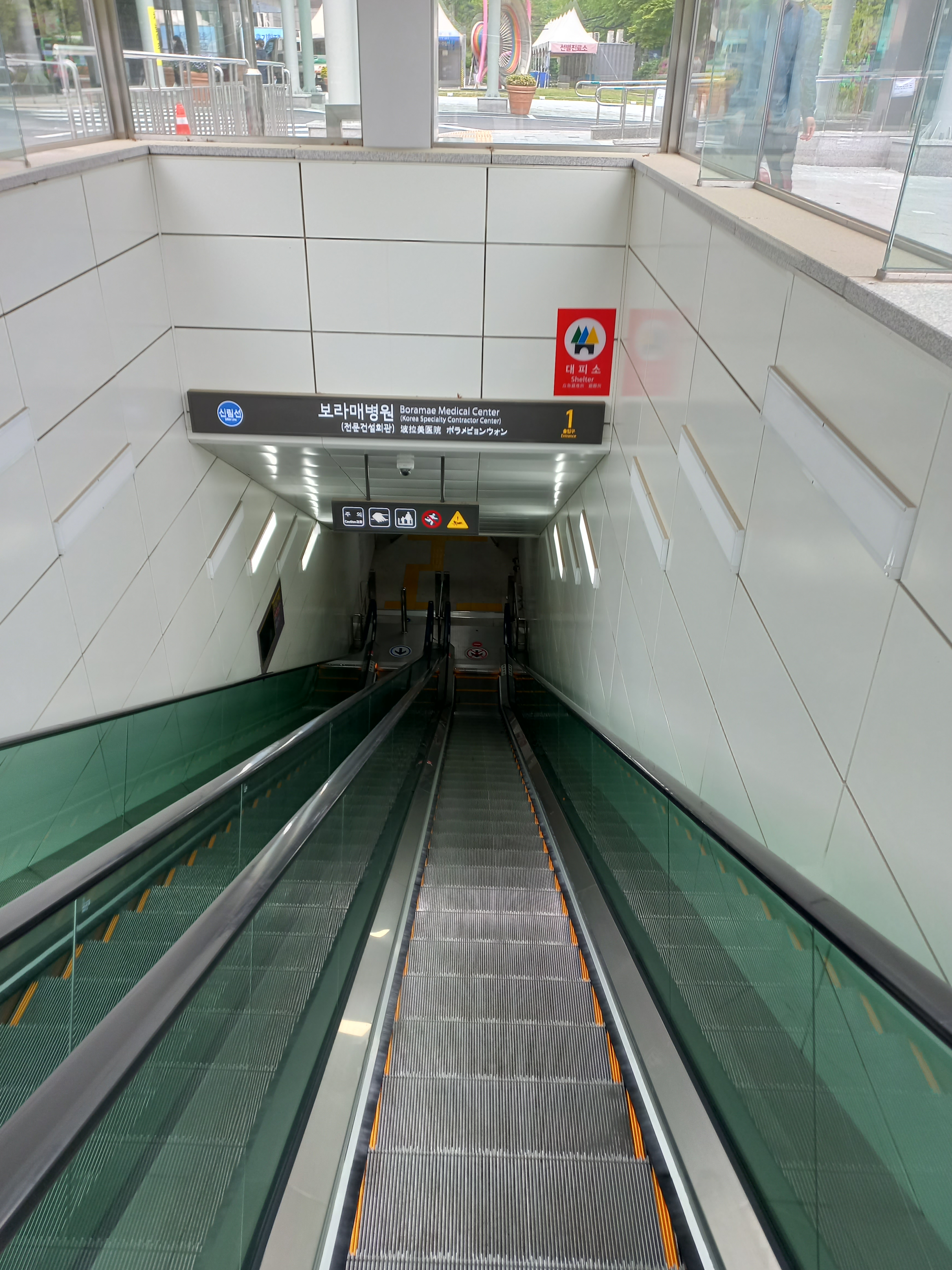
Lối ra 1
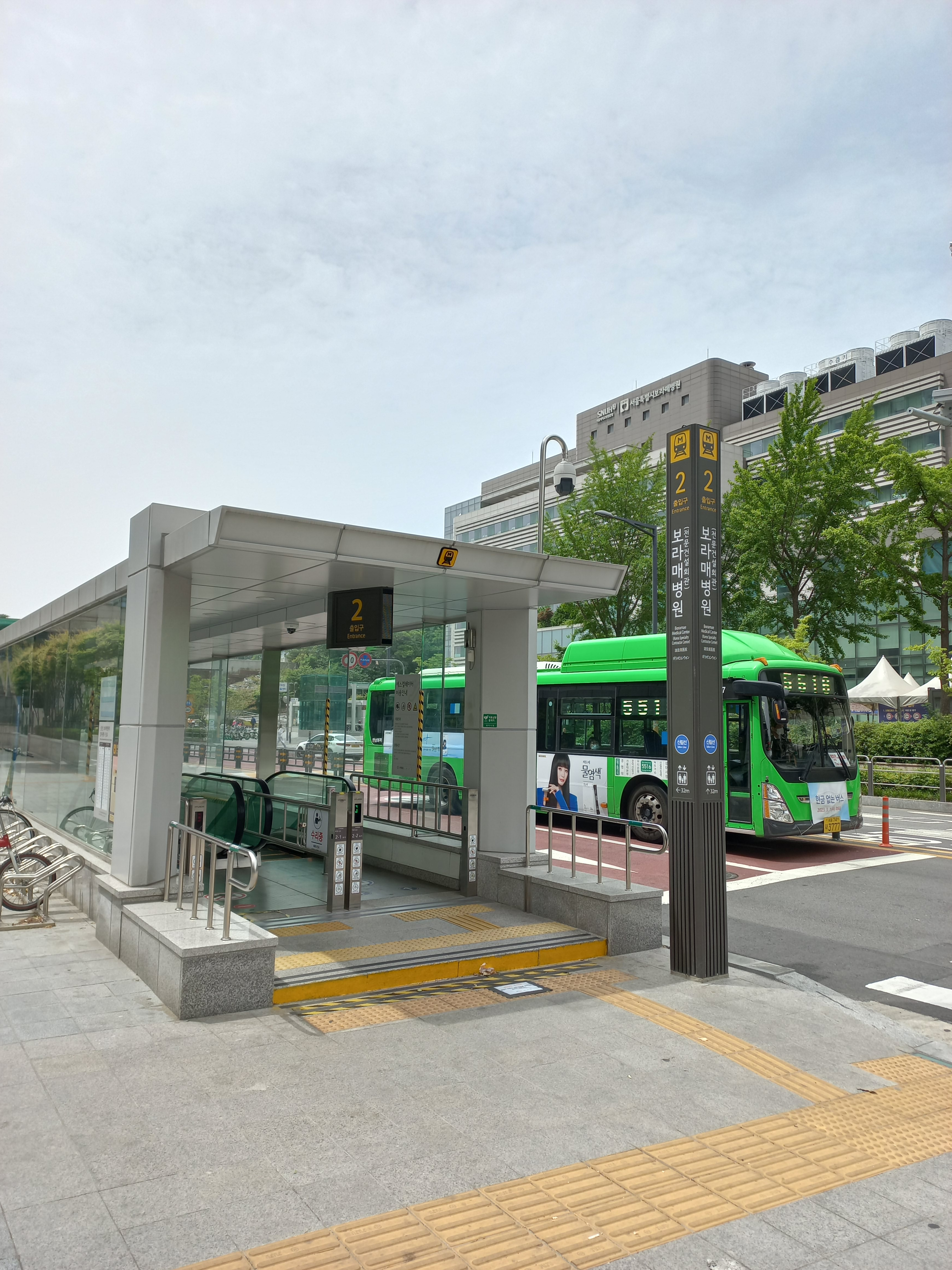
Lối ra 1
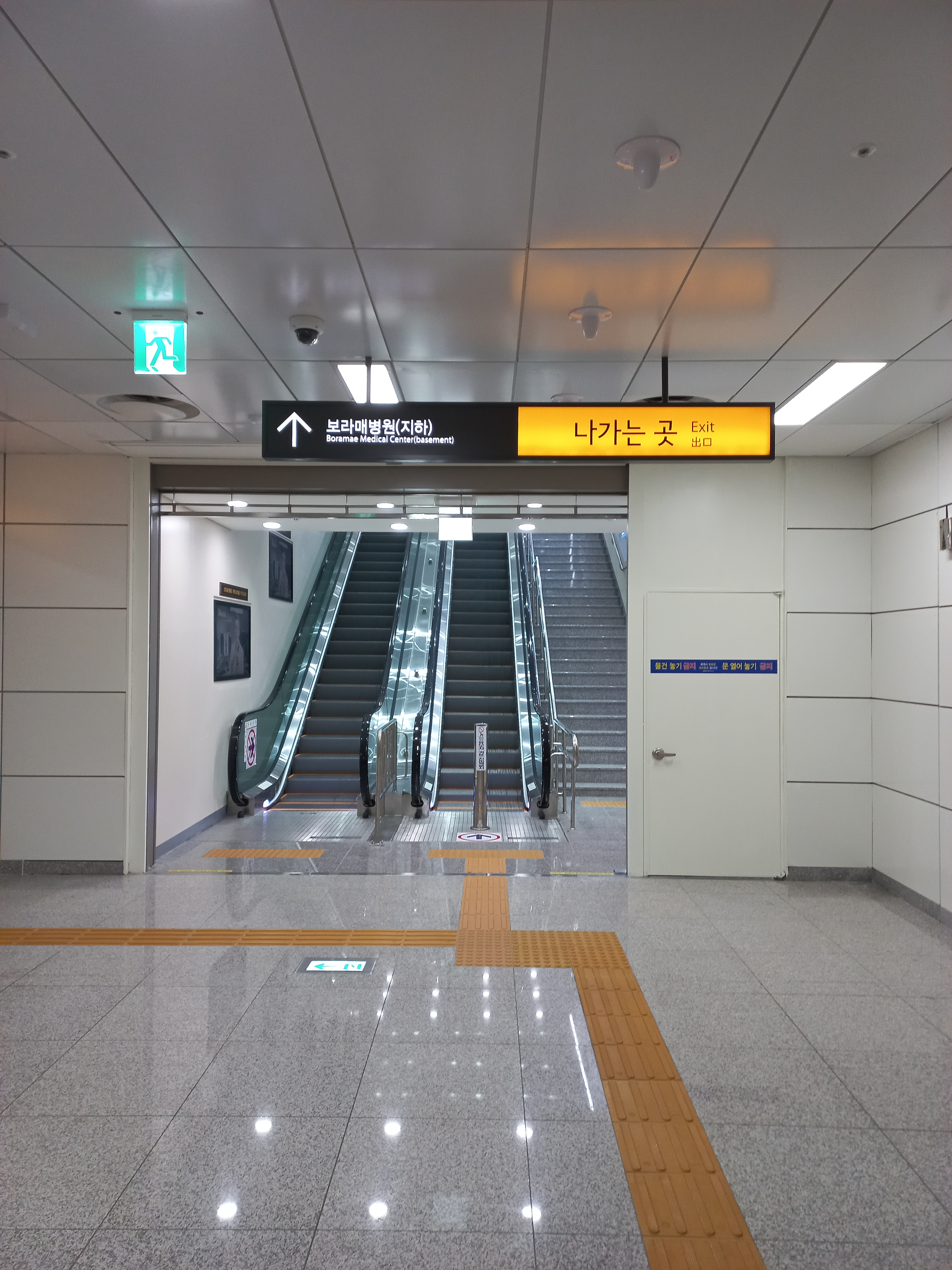
Lối đi nối bệnh viện Seoul Boramae
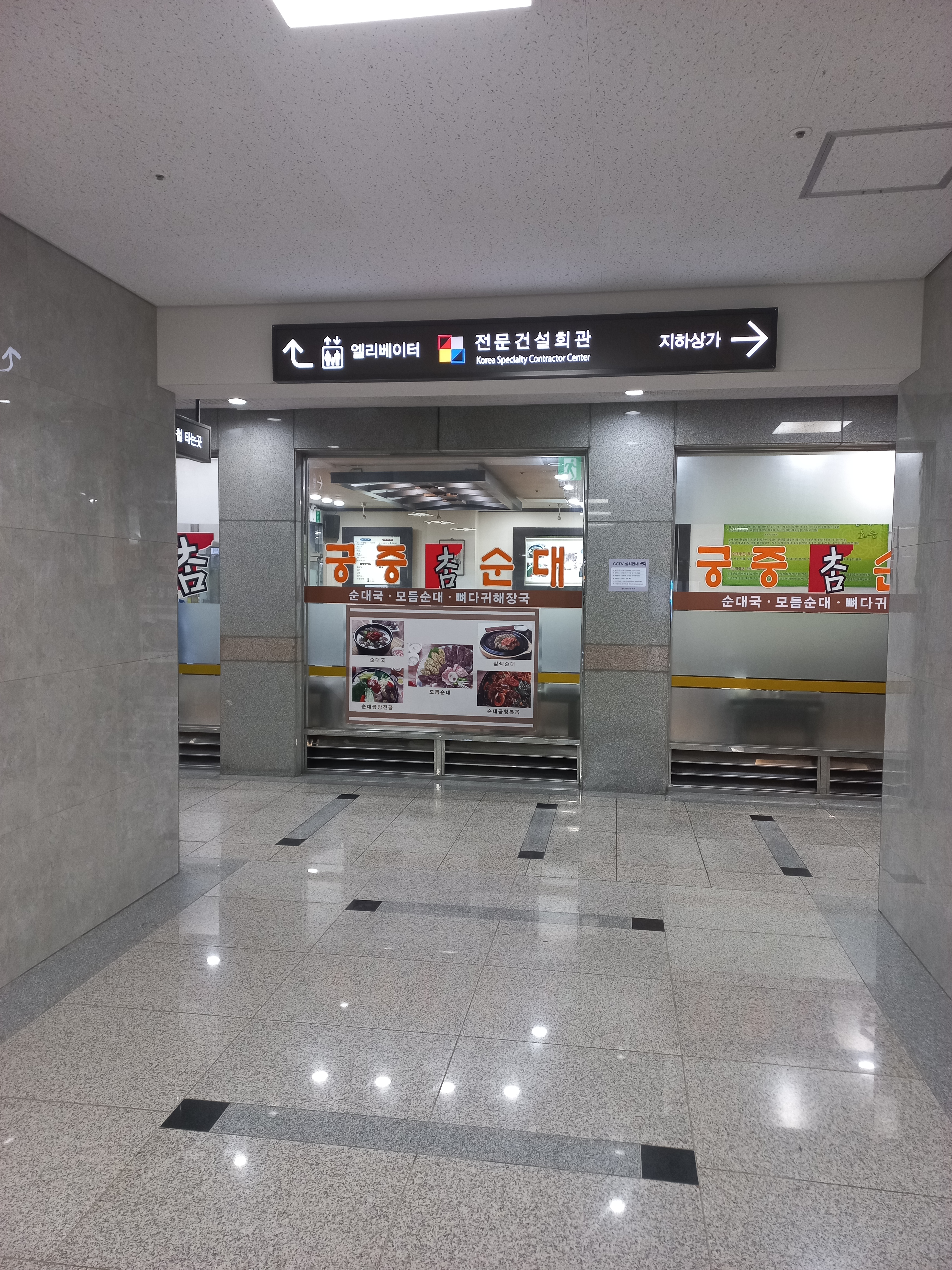
Tuyến đường nối tòa nhà trung tâm xây dựng chuyên dụng